# Edda Award para Melhor Filme
O Edda Award de Melhor Filme é a principal categoria do Edda Awards, a mais importante premiação do cinema e da televisão da Islândia. É dado anualmente desde 1999. Em geral, o filme vencedor é o representante islandês para a seletiva do Oscar de Melhor Filme Estrangeiro, mas isso não aconteceu em 2005 (quando Í takt við tímann foi o selecionado), em 2006 (quando Börn, que não levou o prêmio, foi o selecionado), em 2007 (quando Mýrin, vencedor do ano anterior, foi o selecionado), em 2010 (quando Mamma Gógó, que não levou o prêmio, foi o selecionado) e em 2016 (quando Þrestir, que não levou o prêmio, foi o selecionado).

## Indicados e vencedores
Segue a lista dos filmes indicados a cada ano, em ordem alfabética. O vencedor de cada ano está destacado em negrito e com fundo amarelo.
| Ano  | Filme                           | Diretor                                                                                      |
| ---- | ------------------------------- | -------------------------------------------------------------------------------------------- |
| 1999 | Dansinn                         | Ágúst Guðmundsson                                                                            |
| 1999 | Sporlaust                       | Hilmar Oddsson                                                                               |
| 1999 | Úngfrúin góða og húsið          | Guðný Halldórsdóttir                                                                         |
| 2000 | 101 Reykjavík                   | Baltasar Kormákur                                                                            |
| 2000 | Englar alheimsins               | Friðrik Þór Friðriksson                                                                      |
| 2000 | Íslenski draumurinn             | Róbert I. Douglas                                                                            |
| 2001 | Ikíngut                         | Gísli Snær Erlingsson                                                                        |
| 2001 | Mávahlátur                      | Ágúst Guðmundsson                                                                            |
| 2001 | Villiljós                       | Dagur Kári Pétursson, Inga Lísa Middleton, Ragnar Bragason, Ásgrímur Sverrisson e Einar Thor |
| 2002 | Fálkar                          | Friðrik Þór Friðriksson                                                                      |
| 2002 | Hafið                           | Baltasar Kormákur                                                                            |
| 2002 | Regína                          | María Sigurðardóttir                                                                         |
| 2003 | Nói albinói                     | Dagur Kári Pétursson                                                                         |
| 2003 | Stella í framboði               | Guðný Halldórsdóttir                                                                         |
| 2003 | Stormviðri                      | Sólveig Anspach                                                                              |
| 2004 | Dís                             | Silja Hauksdóttir                                                                            |
| 2004 | Kaldaljós                       | Hilmar Oddsson                                                                               |
| 2004 | Næsland                         | Friðrik Þór Friðriksson                                                                      |
| 2005 | One Point O                     | Jeff Renfroe e Marteinn Þórsson                                                              |
| 2005 | Strákarnir okkar                | Róbert Douglas                                                                               |
| 2005 | Voksne mennesker                | Dagur Kári Pétursson                                                                         |
| 2006 | Blóðbönd                        | Árni Ólafur Ásgeirsson                                                                       |
| 2006 | Börn                            | Ragnar Bragason                                                                              |
| 2006 | Mýrin                           | Baltasar Kormákur                                                                            |
| 2007 | Foreldrar                       | Ragnar Bragason                                                                              |
| 2007 | Vandræðamaðurinn                | Jens Lien                                                                                    |
| 2007 | Veðramót                        | Guðný Halldórsdóttir                                                                         |
| 2008 | Brúðguminn                      | Baltasar Kormákur                                                                            |
| 2008 | Reykjavík - Rotterdam           | Óskar Jónasson                                                                               |
| 2008 | Sveitabrúðkaup                  | Valdís Óskarsdóttir                                                                          |
| 2009 | Sem premiação                   | Sem premiação                                                                                |
| 2010 | Bjarnfreðarson                  | Ragnar Bragason                                                                              |
| 2010 | Desember                        | Hilmar Oddsson                                                                               |
| 2010 | Mamma Gógó                      | Friðrik Þór Friðriksson                                                                      |
| 2011 | Brim                            | Árni Ólafur Ásgeirsson                                                                       |
| 2011 | Órói                            | Baldvin Zophoníasson                                                                         |
| 2011 | The Good Heart                  | Dagur Kári Pétursson                                                                         |
| 2012 | Á annan veg                     | Hafsteinn Gunnar Sigurðsson                                                                  |
| 2012 | Borgríki                        | Ólafur Jóhannesson                                                                           |
| 2012 | Eldfjall                        | Rúnar Rúnarsson                                                                              |
| 2013 | Djúpið                          | Baltasar Kormákur                                                                            |
| 2013 | Frost                           | Reynir Lyngdal                                                                               |
| 2013 | Svartur á leik                  | Óskar Thór Axelsson                                                                          |
| 2014 | Hross í oss                     | Benedikt Erlingsson                                                                          |
| 2014 | Málmhaus                        | Ragnar Bragason                                                                              |
| 2014 | XL                              | Marteinn Þórsson                                                                             |
| 2015 | Borgríki 2: Blóð hraustra manna | Ólafur Jóhannesson                                                                           |
| 2015 | París norðursins                | Hafsteinn Gunnar Hafsteinsson e Hafsteinn Gunnar Sigurðsson                                  |
| 2015 | Vonarstræti                     | Baldvin Zophoníasson                                                                         |
| 2016 | Fúsi                            | Dagur Kári Pétursson                                                                         |
| 2016 | Hrútar                          | Grímur Hákonarson                                                                            |
| 2016 | Þrestir                         | Rúnar Rúnarsson                                                                              |
| 2017 | Eiðurinn                        | Baltasar Kormákur                                                                            |
| 2017 | Hjartasteinn                    | Guðmundur Arnar Guðmundsson                                                                  |
| 2017 | Sundáhrifin                     | Sólveig Anspach                                                                              |